# David Álvarez
David Daniel Álvarez Martínez (5 dicembre 1985) è un calciatore honduregno, difensore del Club Deportivo Motagua.

## Carriera

### Club
Inizia la sua carriera calcistica nel Club Deportivo Marathón. Attualmente milita nel Club Deportivo Motagua

### Nazionale
Nel 2008 gioca le Olimpiadi di Pechino, dove scende in campo due volte.